# Raquel Huertas Soler
Raquel Huertas Soler (Almeria, 18 de juliol de 1982, és una jugadora d'hoquei herba i d'hoquei sala andalusa, que ha jugat de davantera al Club Deportiu Terrassa. Ha estat moltes vegades internacional amb la selecció espanyola d'hoquei herba i sala. Ha representat la selecció espanyola als Jocs Olímpics de Pequín de 2008.
Després de jugar uns quants anys amb el CD Terrassa i assolir diversos títols, l'any 2012 fitxà pel Grupo Sierra Sur Hockey Alcalá. A partir de la temporada 2013-2014 va passar a jugar fora de la lliga espanyola, a Itàlia, amb el club HCF Villafranca; el club Sant Petersburg, de la lliga russa; el club Douai HC, de la lliga francesa, i l'HCU Catania, el curs 2015-2016. Abans de tornar de nou al club sicilià, va jugar tres temporades a l'HF Lorenzoni, a la localitat piemontesa de Bra.
Raquel Huertas és també àrbitra d'hoquei.